# Albertino Piazza
Pour les articles homonymes, voir Piazza.
Alberto ou Albertino Piazza (Lodi, vers 1490-Lodi, vers 1528) est un peintre italien.

## Biographie
Alberto Piazza est né et mort à Lodi en Lombardie. Son frère aîné Martino fut aussi peintre,.